# Lancia Flaminia
Lancia Flaminia är en personbil, tillverkad av den italienska biltillverkaren Lancia mellan 1957 och 1970. Bilen ersatte Lancia Aurelia som märkets flaggskepp.

## Bakgrund
Flaminian byggde vidare på Aurelians teknik. Den antikverade teleskoprörsfjädringen fram byttes ut mot en konventionell framvagn med dubbla triangellänkar. Men bakvagnen med transaxel, dvs växellådan monterad vid slutväxeln, och De Dion-axel med längsgående bladfjädrar, behölls oförändrad. Tidiga Berlina bilar fanns med trumbromsar eller skivbromsar, alla andra modeller hade skivbromsar runt om. 
Flaminian tillverkades i än mer blygsamma antal än Aurelian, trots en längre produktionstid. På hemmamarknaden hade Lancia nu fått konkurrens från jätten Fiat vars 1800/2100/2300-serie lade beslag på huvuddelen av marknaden för större bilar. Utanför Italien mötte man billigare motståndare som Mercedes-Benz och Jaguar. De mer exotiska tvådörrars-versionerna var mest attraktiva och Lancia sålde nästan tre tvådörrarsbilar på varje Berlina.

## Motor
Under motorhuven satt en vidareutveckling av Aurelians sexcylindriga V-motor med stötstänger. Cylindermåtten hade ändrats så att motorn nu var kortslagig för högre effektuttag.
| Variant     | Produktionsår | Cylindervolym | Effekt |
| ----------- | ------------- | ------------- | ------ |
| Berlina     | 1957-61       | 2458 cm³      | 100 hk |
| Coupé       | 1958-61       | 2458 cm³      | 119 hk |
| GT, Sport   | 1958-61       | 2458 cm³      | 119 hk |
| Berlina     | 1961-62       | 2458 cm³      | 110 hk |
| Coupé       | 1961-62       | 2458 cm³      | 128 hk |
| GT, Sport   | 1961-62       | 2458 cm³      | 140 hk |
| Berlina     | 1962-70       | 2775 cm³      | 125 hk |
| Coupé       | 1962-67       | 2775 cm³      | 136 hk |
| GT, Sport   | 1962-65       | 2775 cm³      | 146 hk |
| Super Sport | 1964-67       | 2775 cm³      | 148 hk |

## Berlina
Sedan-versionen baserades på en show-bil, kallad Florida, som Pininfarina byggde på ett Aurelia-chassi till Turin-salongen 1955. Floridan, en fyrdörrars hard top med självmordsdörrar bak. Berlinan tillverkades av Lancia själva i 3 344 exemplar mellan 1957 och 1970. Hjulbasen är 2,87 m.

## Coupé
Coupé-versionen från Pininfarina byggde vidare på formgivningen från Floridan. Till skillnad från övriga tvådörrars-versioner var den fullt fyrsitsig. Produktionen uppgick till 5 236 exemplar mellan 1958 och 1967, vilket gör vagnen till den mest framgångsrika modellen i Flaminia-familjen. Hjulbasen är 2,75 m.

## GT/Convertible/GTL
Carrozzeria Touring byggde inte mindre än tre varianter på samma tema på Flaminia-chassit. Först ut var en tvåsitsig coupé 1958. Två år senare kom en cabriolet-version och 1963 en längre, 2+2-sitsig variant på coupén med ett nödsäte bak. Produktionen upphörde i samband med Tourings konkurs 1965. GT tillverkades i 1 718 exemplar, Convertible i 847 exemplar och GTL i jämna 300. Hjulbasen är 2,52 m för GT och 2,60 m för GTL.

## Sport/Super Sport
Även Zagato introducerade en coupé 1958. Formgivningen var ytterst återhållsam för att vara en Zagato-produkt. Den lätta bilen med aluminiumkaross var Flaminia-familjens prestandavagn. Super Sport-varianten med trippelförgasare hade en toppfart på 210 km/tim. Totalt tillverkades 593 exemplar mellan 1958 och 1967. Hjulbasen är 2,52 m.

## Presidenziale
1961 byggde Pininfarina fyra stycken förlängda paradvagnar med landaulet-kaross åt den italienska presidenten. En vagn står idag på Biscaretti-museet i Turin, men de tre övriga används fortfarande för officiellt bruk vid högtidliga tillfällen. Hjulbasen är 3,35 m, därav det officiella namnet Flaminia 335.

## Bilder

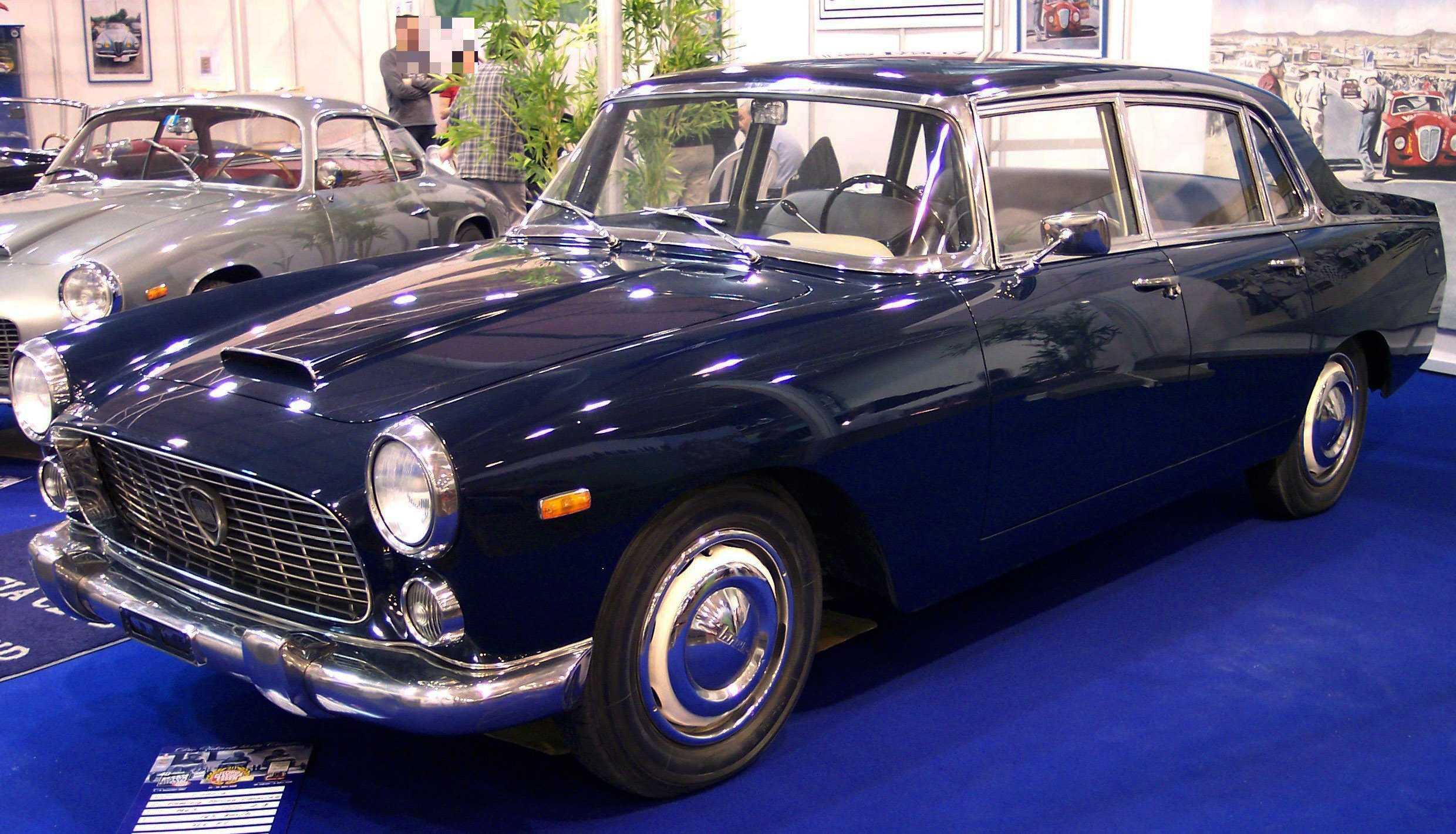
Berlina
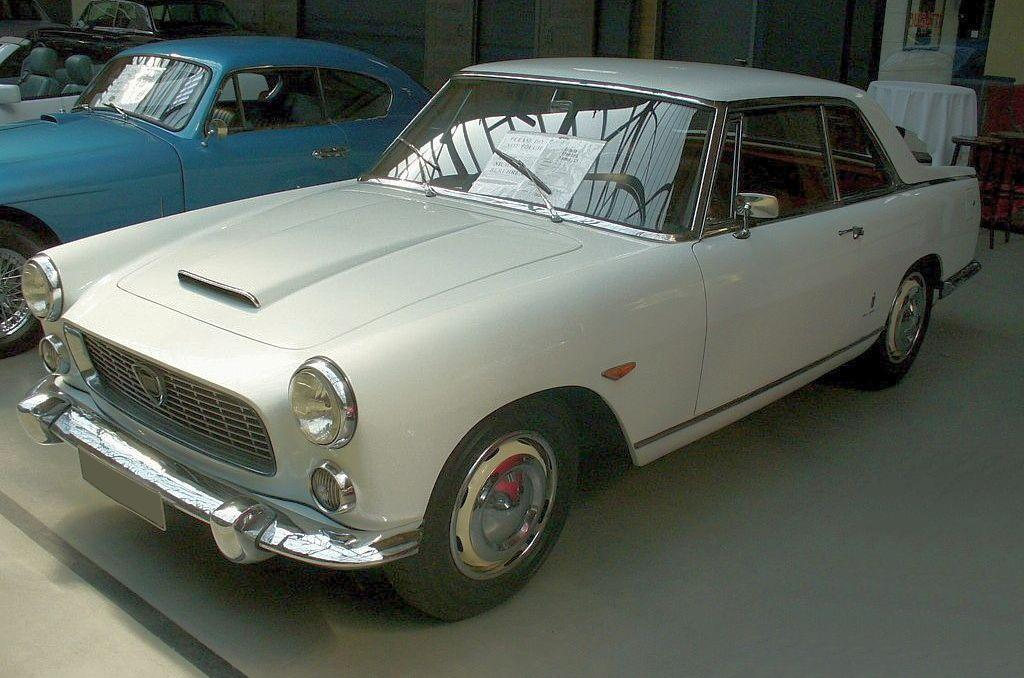
Coupé
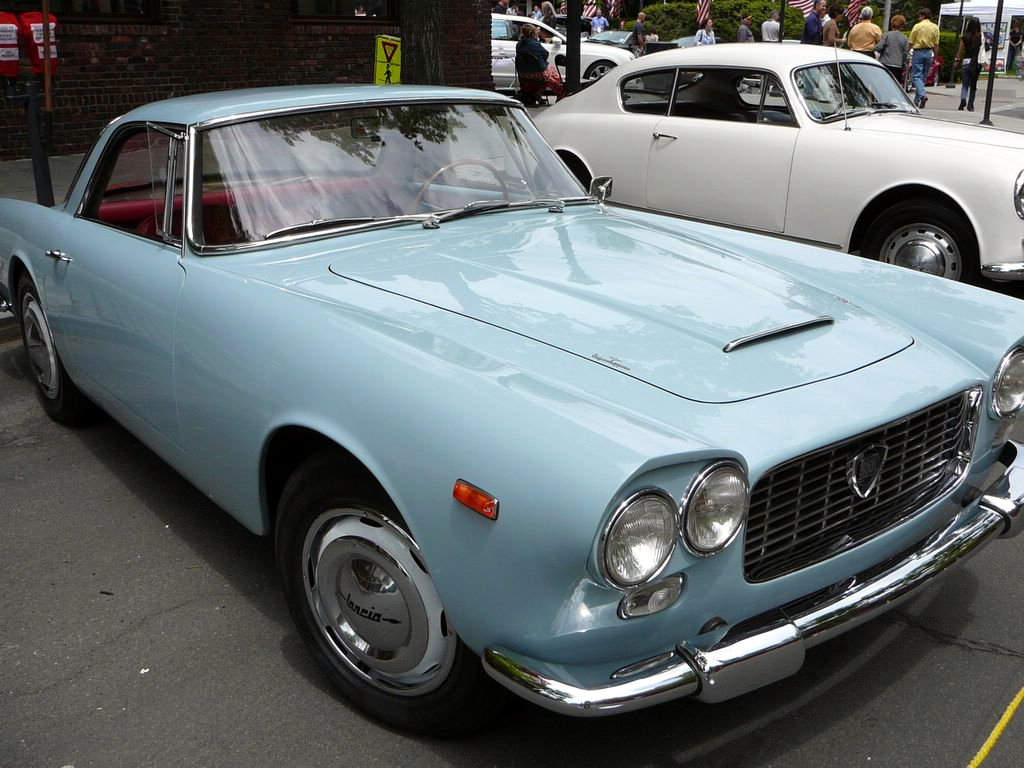
GT
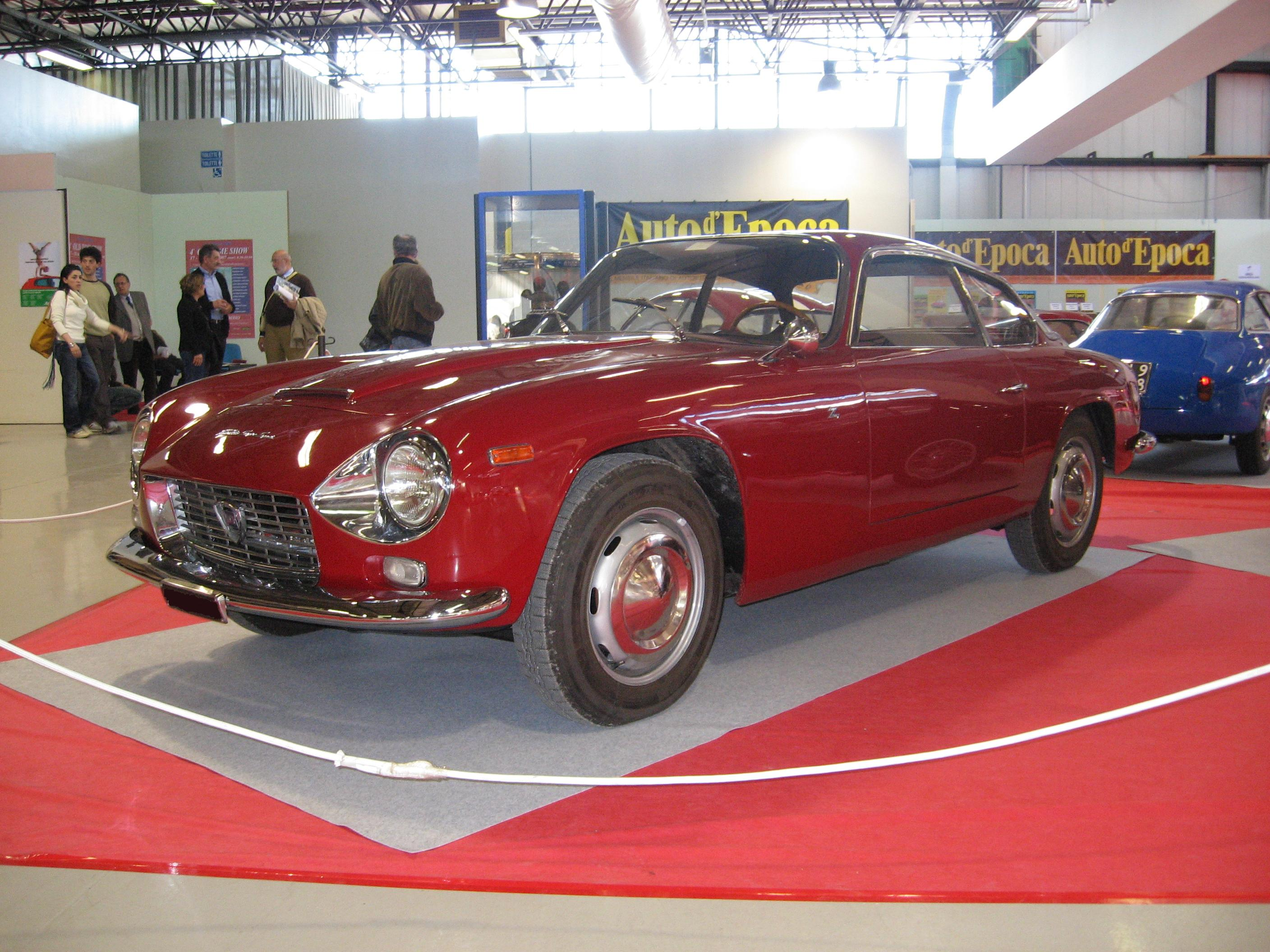
Sport
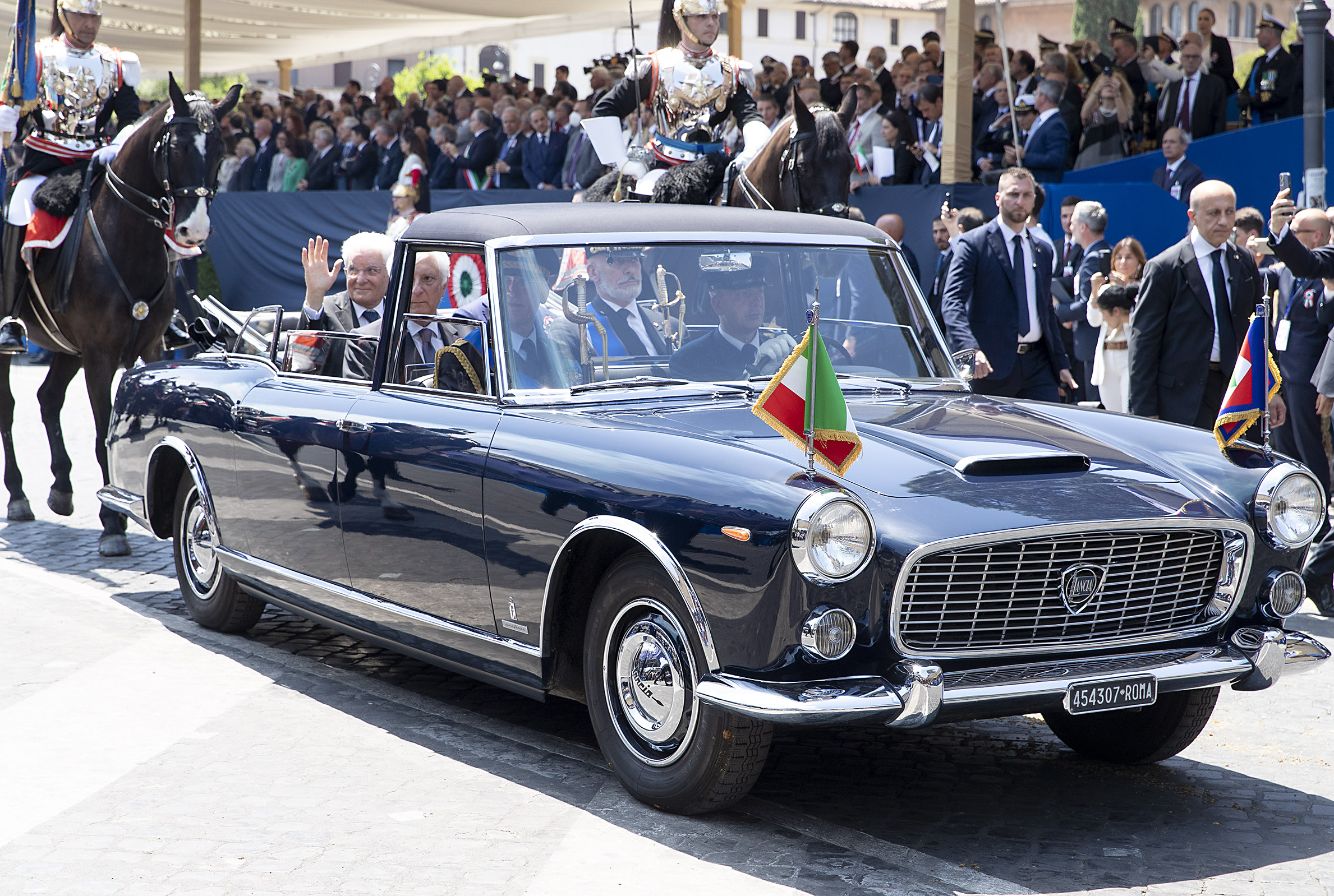
Presidenziale